# Rosalind Franklin (rover)
El rover Rosalind Franklin,  anteriormente conocido como el rover ExoMars , es un rover  planeado, parte del programa internacional ExoMars dirigido por la Agencia Espacial Europea y la Corporación Estatal Rusa Roscosmos .  La misión estaba programada para lanzarse en julio de 2020,  luego se pospuso para 2022.
El plan requiere un vehículo de lanzamiento ruso, un módulo portador de la ESA y un módulo de aterrizaje ruso llamado Kazachok,  que desplegará el rover en la superficie de Marte.
El 7 de febrero de 2019 se anunció que el nombre del rover será Rosalind Franklin, tras una elección entre más de 36.000 entradas enviadas por ciudadanos de todos los Estados miembros de la ESA.

## Diseño
El rover Rosalind Franklin es un vehículo autónomo de seis ruedas con una masa de aproximadamente 300 kg, aproximadamente un 60% más que el Spirit y el Opportunity de la misión  Mars Exploration Rovers 2004 de la NASA ,  pero aproximadamente un tercio del rover Curiosity de la NASA lanzado en 2011. La principal diferencia con las anteriores misiones mencionadas, es que el rover Rosalind Franklin deberá perforar 2 metros en la superficie marciana.

## Construcción
El principal constructor del rover, la división británica de Airbus Defence and Space. En diciembre de 2014, los Estados miembros de la ESA aprobaron la financiación para el rover, que se enviará en el segundo lanzamiento en 2018,  pero los fondos insuficientes ya habían comenzado a amenazar con un retraso en el lanzamiento hasta 2020.  Las ruedas y el sistema de suspensión fueron pagados por la Agencia Espacial Canadiense y fueron fabricados por MDA Corporation en Canadá.  Cada rueda mide 25 cm (9,8 pulgadas) de diámetro.  Roscosmos proporcionará unidades de calentadores de radioisótopos (RHU) para que el rover mantenga calientes sus componentes electrónicos por la noche.  El rover fue ensamblado por Airbus SD en el Reino Unido durante 2018 y 2019.

## Instrumentos científicos
El vehículo explorador ExoMars lleva a bordo tres tipos de instrumentos: Los panorámicos, incluidas las cámaras que permitirán observar el ambiente alrededor. Después están los instrumentos de acercamiento, como cámaras microscópicas, con las cuales se observarán objetos en detalle.  Principalmente, utilizará el Laboratorio Analítico "Pasteur", donde se realizarán los análisis molecular de las muestras obtenidas.
- Panoramic Camera System (PanCam) - un sistema de alta resolución, será usado para la navegación sobre la superficie.[11]
- Mars Infrared MApper (MIMA) - un espectrómetro de luz infrarroja para la detección a distancia de agua.[12]
- Water Ice and Subsurface Deposit Observations on Mars (WISDOM) - es un radar que penetra el suelo.[13]
- Permittivity Probe - una resistencia eléctrica para medir el contenido de agua en el suelo.
- Neutron scattering - para buscar agua y hielo debajo de la superficie cercana.
- Radon Exhalation - busca exhalaciones geológicas de gas radón, relacionado con la presencia de agua.[14]
- Close-up Imager (CLUPI) - es un sistema de cámara para acercamiento visual.
- Mössbauer Spectrometer (MIMOS II) - un espectrómetro de efecto Mößbauerthe para medir la emisión y absorción de rayos gamma de gases y sólidos.
- DIBS - un taladro para obtener muestras del interior de rocas y del subsuelo, con una capacidad de alcance de unos dos metros de profundidad.[15]
- Microscopio - obtendrá imágenes de partículas microscópicas.
- Espectrómetro Láser Raman (Raman/LIBS)- analizará los vapores producidos por material expuesto a un rayo láser empleando espectroscopia Raman. Desarrollado por el Centro de Astrobiología.[16][17]
- Mars X-Ray Diffractometer (Mars-XRD) - analizará la composición exacta de material cristalino mediante la difracción de rayos x.
- Infrared imaging spectrometer (MicrOmega-IR) - es un espectrómetro de imágenes de infrarrojos que puede analizar el material en polvo procedentes de la trituración de las muestras recogidas por la broca. Su objetivo es estudiar los conjuntos de granos de minerales en detalle para tratar de desentrañar su origen geológico, su estructura y su composición. Estos datos serán vitales para la interpretación de los procesos geológicos pasados y presentes y los ambientes en Marte. Micromega-IR es un instrumento de imagen, también puede ser usado para identificar los granos que son particularmente interesantes, y les asignó como objetivos de Raman y el MOMA de observaciones LDMS.[18]
- Mars Multispectral Imager for Subsurface Studies (Ma-MISS) - es un espectrómetro de infrarrojos situado en el interior del taladro. Con el Ma-MISS observaremos la pared lateral del pozo creado por el taladro para estudiar la estratigrafía del subsuelo, para comprender la distribución y estado de las aguas minerales, y para caracterizar el ambiente geofísico. El análisis de los materiales expuestos por Ma-MISS, junto con los datos obtenidos con los espectrómetros situado en el interior del vehículo, será crucial para la interpretación unívoca de las condiciones originales de la formación rocosa de Marte.

### Módulo biológico

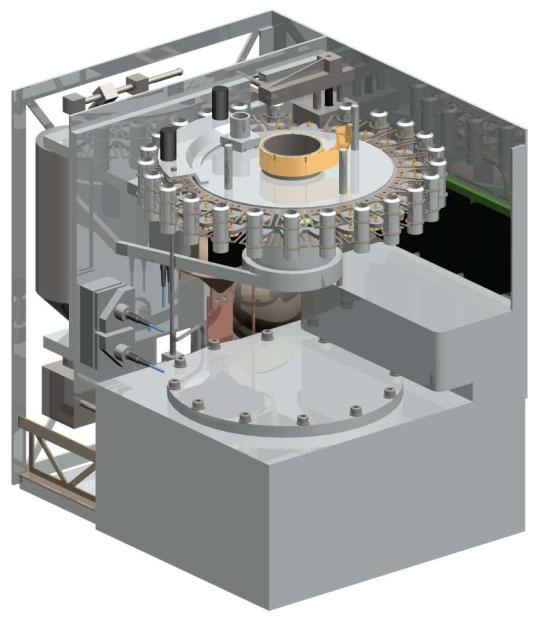
Instrumento Urey

- Instrumento UreyUrey - un instrumento de muy alta sensibilidad para estudiar una gama pequeña de moléculas de origen biológico.[19][20][21]
- Mars Organic Molecule Analyzer (MOMA) - separará y analizará los compuestos de material evaporado mediante el uso de un láser, asistido de un instrumento de cromatografía de gases y un espectrómetro de masas o "GMCE", que son de baja sensibilidad pero pueden detectar un rango muy amplio de moléculas.
- Life Marker Chip (LMC) - para la detección de una amplia variedad de componentes de la vida, incluyendo aminoácidos, que son los principales componentes de las proteínas, y trifosfato de adenosina (ATP), que es la molécula básica involucrada en la transferencia de energía en las células.[22]

### Instrumentos medioambientales
Se utilizaran para estudiar el ambiente marciano. 
- Sensor de radiación ionizante.
- UltraViolet - Visible Spectrometer (UVIS).
- Atmospheric Relaxation and Electric Field sensor (ARES).
- Martian Environmental DUst Systematic Analyser (MEDUSA) - que se ha confiado su responsabilidad al Observatorio Astronómico de Capodimonte en Nápoles - proporcionara mediciones directas de los parámetros de las propiedades físicas y dinámicas de polvo y la abundancia de vapor de agua en Marte.
- Advanced Environmental Package (METEO-ATM6).

## Lugar de aterrizaje
Después de una revisión realizada por un panel designado por la ESA, se recomendó formalmente una breve lista de cuatro sitios en octubre de 2014 para un análisis más detallado. Estos sitios de aterrizaje exhiben evidencia de una historia acuosa compleja en el pasado.
- Mawrth Vallis
- Oxia Planum
- Hypanis Valles
- Aram Dorsum

El 21 de octubre de 2015, Oxia Planum fue elegido como el lugar de aterrizaje preferido para el rover, con Aram Dorsum y Mawrth Vallis como opciones de respaldo. En marzo de 2017, el Grupo de trabajo de selección de sitios de aterrizaje redujo la elección a Oxia Planum y Mawrth Vallis, y en noviembre de 2018, Oxia Planum fue elegida una vez más, en espera de la aprobación de los jefes de los países europeos y la Agencia Espacial Rusa.